# BYD E-Vali
BYD E-Vali – elektryczny samochód dostawczy klasy wyższej produkowany pod chińską marką BYD od 2024 roku.

## Historia i opis modelu
Podczas międzynarodowych targów samochodowych IAA Transportation w niemieckim Hanowerze we wrześniu 2024 miała miejsce premiera dużego samochodu dostawczego BYD Auto zbudowanego specjalnie z myślą o europejskim rynku. E-Vali przyjął postać dużego, jednobryłowego furgona z dużą czołową szybą i obszernie przeszklonym przedziałem pasażerskim. Pas przedni zyskał charakterystyczne, nisko osadzone oświetlenie. Podobnie jak w samochodach osobowych, tak i dostawczy E-Vali zyskał dwa wyświetlacze: cyfrowe zegary i centralny dotykowy wyświetlacz systemu multimedialnego.
E-Vali zbudowany został z myślą o dwóch wariantach długości. Krótszy, z niespełna 6-metrowym nadwoziem zyskał ładowność 700 kilogramów i 2686 metrów sześciennych przestrzeni transportowej. Większy, 7-metrowy, zyskał dwukrotnie większą 1450-kilogramową ładowność oraz 5735 metrów sześciennych przedziału ładunkowego.

### Sprzedaż
W przeciwieństwie do innych produktów BYD Auto, model E-Vali zbudowano wyłącznie z myślą o rynku europejskim, ze sprzedażą rozpoczętą na początku 2025 roku w wybranych krajach kontynentu.

### Dane techniczne
BYD E-Vali zyskał całkowicie elektryczny układ napędowy w dwóch wariantach. Podstawowy o mocy 203 KM zyskał napęd tylny, a topowy 340-konny - AWD. Bateria o pojemności 80,64 kWh umożliwiła przejechanie od ok. 220 do 240 kilometrów na jednym ładowaniu, dzięki obsługiwaniu do 188 kW mocy pozwalając na uzupełnienie od 10 do 80% stanu akumulatora w 30 minut.